# Nadia Townsend
Nadia "Tardsi" Townsend (1979) es una actriz australiana, conocida por haber interpretado a Allie Kingston en la serie City Homicide.

## Biografía
Es hija del presentador de televisión Simon Townsend, tiene un hermano llamado, Jamie Townsend.
Es muy buena amiga de la actriz Rose Byrne a quien conoce desde que tenían ocho años.

## Carrera
En el 2001 se unió como personaje recurrente a la serie Head Start donde interpretó a Clare Gormley, la hermana de  Patrick Gormley (David Hoflin).
En el 2004 apareció en la serie Fireflies  donde interpretó a Fifi Sharp.
En el 2005 interpretó a MJ Finnegan en la serie HeadLand.
En el 2009 se unió al elenco de la serie policíaca City Homicide donde interpretó a la detective oficial mayor Allie Kingston hasta el final de la serie en el 2011. Ese mismo año apareció en la película Knowing donde interpretó a Grace Koestler.
El 1 de agosto de 2013 se unió como invitada a la popular serie australiana Home and Away donde interpretó a la doctora Peta Bradley, quien al inicio no queda impresionada con la estudiante de medicina April Scott hasta ese mismo año después de que su personaje fuera transferido a otro hospital.
En agosto del 2014 se anunció que Nadia se había unido al elenco de la miniserie Restoration donde dará vida a Emma Laws, la serie será transmitida vía en línea en el 2015, en ella compartirá créditos con los actores Grant Cartwright, Stephen Carracher y Rosie Lourde.

## Filmografía

### Series de televisión
| Año             | Título                   | Personaje         | Notas                               |
| --------------- | ------------------------ | ----------------- | ----------------------------------- |
| 2018 - presente | Restoration              | Emma Laws         | miniserie                           |
| 2016            | Brock                    | Pauline Moffat    | 2 episodios - miniserie             |
| 2015            | Fresh Blood Pilot Season | -                 | episodio "Wham Bam Thank You Ma'am" |
| 2015            | Love Child               | Eleanor           | 2 episodios                         |
| 2014            | Old School               | Rebecca           | episodio "Smash Repairs"            |
| 2013            | Home and Away            | Dra. Peta Bradley | 12 episodios                        |
| 2011            | Rush                     | Sarah             | episodio # 4.13                     |
| 2009 - 2011     | City Homicide            | Allie Kingston    | 48 episodios                        |
| 2007            | Chandon Pictures         | Zoe               | 2 episodios                         |
| 2007            | Sea Patrol               | Claire Watts      | episodio "Rescue Me"                |
| 2005            | HeadLand                 | MJ Finnegan       | 17 episodios                        |
| 2004            | Fireflies                | Fifi Sharp        | 22 episodios                        |
| 2002            | Farscape                 | Kim Kupperstein   | episodio "Kansas"                   |
| 2002            | My Hero                  | -                 | episodio "Zero Tolerance"           |
| 2001            | Head Start               | Clare Gormley     | 18 episodios                        |

### Películas
| Año  | Título                    | Personaje      | Notas |
| ---- | ------------------------- | -------------- | --- |
| 2013 | Concealed                 | Sallie         | junto a Denise Roberts, Paul Tassone, Simon Lyndon, Woody Naismith & Anthony Phelan                          |
| 2013 | Ten Forty-Five            | Gunslinger     | corto - junto a Olaf Savage                                                                                  |
| 2012 | Forget the Noise          | Florence       | corto - junto a Tim James, Evonne Fletcher & Kristof Kaczmarek                                               |
| 2010 | The Zombie Monologues     | Annie          | corto - junto a Simon Maiden                                                                                 |
| 2009 | Knowing                   | Grace Koestler | junto a Nicolas Cage, Rose Byrne, Lara Robinson, Alyssa McClelland & Ben Mendelsohn                          |
| 2007 | Monkeynaut                | Able           | corto - junto a Anthony MacLennan                                                                            |
| 2007 | What They Don't Know      | Lucy           | corto - junto a Matthew Le Nevez, Isabella Cascarano, Emma Lung & Ashley Lyons                               |
| 2005 | Life                      | Nina Pink      | junto a Vince Colosimo, Genevieve O'Reilly, Jane Hall, Jacek Koman, Damian Walshe-Howling & Tottie Goldsmith |
| 2005 | Puppy                     | Liz            | junto a Bernard Curry, Terence Donovan & Andy McPhee                                                         |
| 2004 | Fireflies                 | Fifi Sharp     | junto a Libby Tanner, Jeremy Sims, Christopher Morris, John Waters                                           |
| 2003 | Danny Deckchair           | Linda Craig    | junto a Rhys Ifans, Miranda Otto, Justine Clarke, Rhys Muldoon, Anthony Phelan & John Batchelor              |
| 2001 | Neophytes and Neon Lights | Atari          | junto a Matt Doran & John Schwarz                                                                            |
| 2001 | Blue Neon                 | Bec            | junto a John van Rooyen, Boyd Britton, Petra Lane & John Marsh                                               |
| -    | Number 2                  | Bubble         | corto |

### Teatro
| Año  | Obra                  | Personaje | Director (a)  | Teatro                | Notas                                |
| ---- | --------------------- | --------- | ------------- | --------------------- | ------------------------------------ |
| 2006 | The Sisters Project   | Maurine   | -             | Old Fitzroy Theatre   | junto a Krew Boylan & Elisa Ashenden |
| -    | Jumping & All That    | Sandy     | Angus Stevens | Old Fitzroy Theatre   | -                                    |
| -    | Loss and Gloss        | Principal | Mark Kilmurry | Darlinghurst Theatre  | -                                    |
| -    | 6 Hot Shots           | -         | Reg Cribb     | Darlinghurst Theatre  | -                                    |
| -    | The Shell Silverstein | Varios    | -             | Darlinghurst Theatre  | -                                    |
| -    | Four Dogs and A Bone  | Colette   | -             | Stables Theatre       | -                                    |
| -    | Spike Heels           | Georgie   | -             | Old Fitzroy Theatre   | -                                    |
| -    | Chambres              | Cos       | -             | Downstairs Belvoir St | -                                    |